# 绿春酸脚杆
绿春酸脚杆（学名：Medinilla luchuenensis）为野牡丹科酸脚杆属下的一个种。

## 扩展阅读
- 維基物種上的相關：绿春酸脚杆